# 방경원
방경원(房景源, 1926년 5월 20일 ~ 2011년 1월 21일)은 육군 장성을 지내다가 예편한 대한민국의 제3대 병무청장이다.

## 경력
- 1950년 육군 수도포병연대 제17대대 포대장, 6∙25전쟁 참전(의정부 , 다부동 전투 등)
- 1951년 육군 수도사단 제10포병대대장(문산지구), 제98포병대대장(백마고지)
- 1952년 육군 제3포병단장(금성지구)
- 1953년 육군 수도사단 포병연대 부연대장
- 1955년 육군 수도사단 포병연대장
- 1958년 육군 제5군단 포병사령관
- 1962년 육군 제1야전군사령부 포병참모.
- 1962년 육군 제1야전군사령부 포병참모 재직시에 육군 준장 진급.
- 1963년 육군본부 포병감.
- 1963년 육군본부 병참감.
- 1964년 육군 제50보병사단장
- 1965년 육군 제28보병사단장
- 1967년 28사단장 재직시 육군소장 진급
- 1967년 육군본부 작전참모부차장
- 1971년 육군 제6관구사령관.
- 1974년 육군소 장예편(1974년 3월).
- 1975년 한국전력 총무위원장.
- 1976년 한국전력 비상임이사.
- 1978년 1월 9일 ~ 1982년 2월 25일 병무청장.

## 학력
- 1948년 대한민국 육군사관학교 제5기
- 1949년 대한민국 육군포병학교 졸업
- 1951년 대한민국 육군기갑학교 졸업
- 1952년 대한민국 육군보병학교 졸업
- 1953년 대한민국 육군화공학교 졸업
- 1954년 대한민국 육군정훈학교 졸업
- 1955년 대한민국 육군고급부관학교 졸업
- 1956년 미국 육군야전포병학교 졸업
- 1956년 미국 육군보병학교 졸업
- 1956년 대한민국 육군공병학교 졸업
- 1957년 대한민국 육군통신학교 졸업
- 1959년 대한민국 육군대학 졸업
- 1961년 국방대학교 행정학사 6기
- 1972년 연세대학교 경영대학원 경영학 석사

## 상훈
- 을지무공훈장
- 충무무공훈장(4회)
- 화랑무공훈장(2회)
- 미 동성무공훈장
- 국립대전현충원 장군 제2묘역 148호에 안장하여 추모하고 있다.

## 참고
- 국립대전현충원 공훈록[깨진 링크(과거 내용 찾기)]

| 전임 김재명 | 제3대 병무청장 1978년 1월 9일 ~ 1982년 2월 25일 | 후임 천주원 |